# Bürgergarten (Eilenburg)

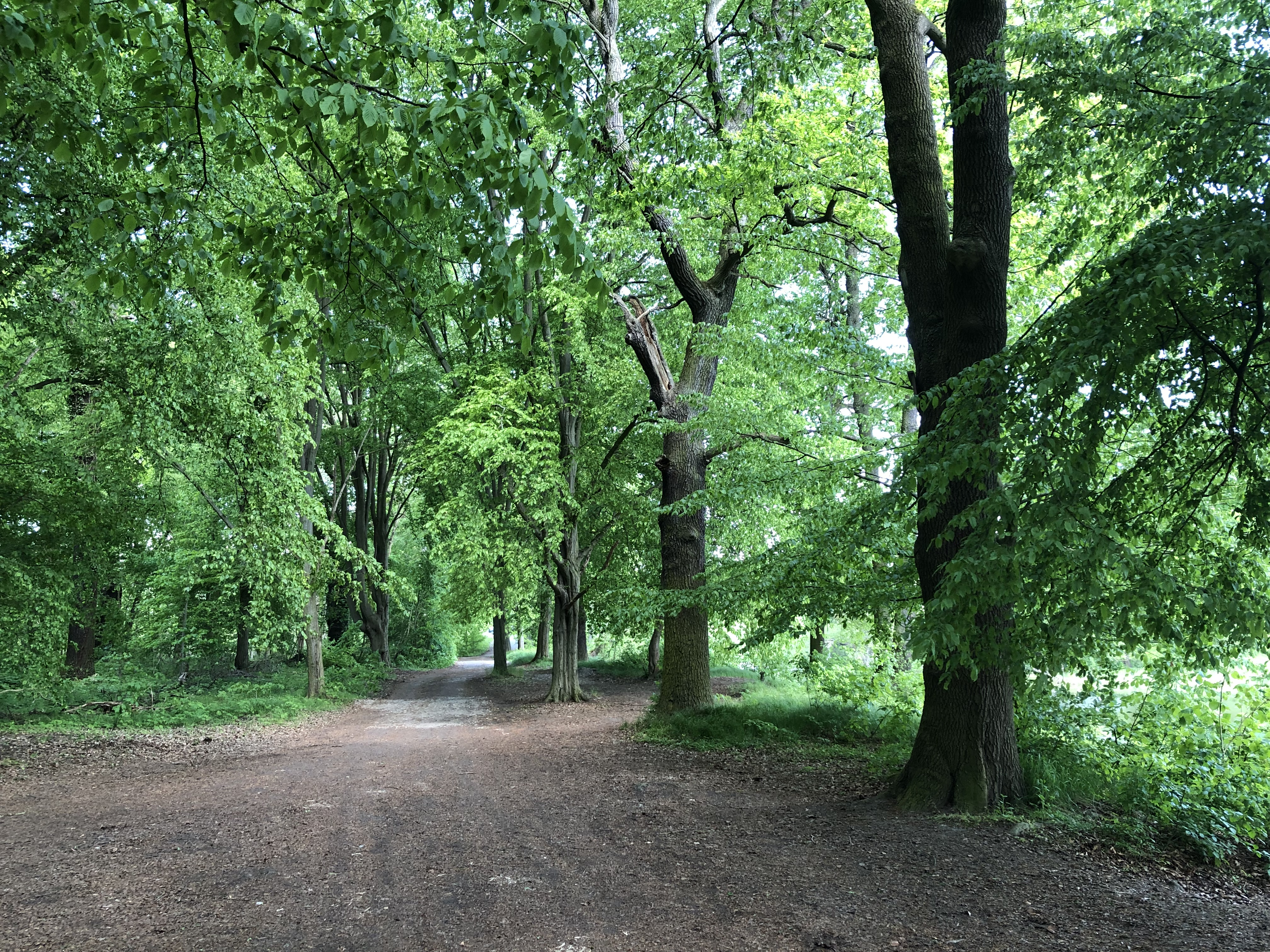
Partie im Bürgergarten (2023)

Der Bürgergarten war eine Parkanlage in Eilenburg. In der zweiten Hälfte des 19. Jahrhunderts wurde in der Auenlandschaft der Mulde südlich von Eilenburg ein Park angelegt, der der Stadtbevölkerung als Ausflugsziel und zur Erholung diente. Später entstanden im oder beim Bürgergarten das Stadtbad, die Windhundrennbahn und mehrere Gartenkolonien. Nach dem Ende des Zweiten Weltkriegs wurde der Bürgergarten nicht mehr gepflegt und verwilderte. Heute gehören die Flächen zum Eilenburger Stadtwald. Die Altwasser dienen als Angelgewässer für Sportfischer.

## Lage
Der ehemalige Bürgergarten liegt abseits der Eilenburger Altstadt südlich der Bahnstrecke Halle–Cottbus und der Bundesstraße 87. Er war Teil einer Streitwerder genannten Auenfläche, die durch das Mäandrieren der Mulde an dieser Stelle gebildet wurde. Begrenzt wird das Areal heute vom Kleingartenverein Sewastopol im Westen, der B87 im Norden, dem sog. Alsenwasser im Osten sowie einem Arm der Straße Bürgergarten im Süden. Östlich des Alsenwassers befand sich in unmittelbarer Nähe das Stadtbad. Südwestlich des alten Parkgeländes liegt die Eilenburger Windhundrennbahn. Das Umfeld ist geprägt von Wald und den Wiesen der Muldenaue. Durch die Verlandung der Altwasser sind die natürlichen Grenzen der alten Werder nicht mehr vorhanden. Der Begriff Bürgergarten wird unpräzise auch für Teile des ehemaligen Teufelswinkelwerders gebraucht. Die heutige Straße Bürgergarten erschließt weite Teile des Areals zwischen Mulde und Mühlgraben südlich der B87.

## Geschichte
Laut der Stadtchronik kam Eilenburg 1672 in den Besitz des Streitwerders, das sich zuvor in kursächsischem Besitz befunden haben soll. Bis in die zweite Hälfte des 19. Jahrhunderts war das Gebiet südlich der Stadt geprägt von den ausladenden Flussschlingen der Mulde. Für den Bau der Bahnstrecke Halle–Cottbus erfolgte 1869 an zwei Stellen der Durchstich dieser Mäander zur Begradigung des Flusslaufes. Die Altwasser wurden zunächst Muldebögen oder Alte Mulde genannt und befanden sich im Besitz der Halle-Sorau-Gubener Eisenbahn-Gesellschaft. Die Anlage des Bürgergartens erfolgte wohl um das Jahr der Reichsgründung und damit etwa zeitgleich mit dem Stadtpark. Dafür spricht, dass in der Zeit zwischen 1869 und 1881 ein Zugang zur ehemaligen Flussinsel im Alsenwasser (Insel Alsen) mittels Aufschüttung eines Damms geschaffen wurde. Möglich ist auch eine Anlage zeitlich noch vor dem Stadtpark. Es folgten wenig später der Bau eines Rondells aus Mammutkiefern und eines Pavillons. Im Winter diente das Gewässer als Eisbahn. Als Zugang zum Bürgergarten diente seit 1894 die Kamelbrücke. 1934 wurde im Bürgergarten das Stadtbad errichtet. Die Parkanlage selbst verwilderte ab Mitte des 20. Jahrhunderts zunehmend. Der Pavillon auf der Insel Alsen ging in den 1950er-Jahren verloren. Seit 1950 werden die Wasserflächen von den Eilenburger Sportfischern genutzt. Nachdem das Stadtbad Anfang der 1990er-Jahre geschlossen worden war, endete die öffentliche Nutzung des Bürgergartens. Das Gelände ist heute Teil des Eilenburger Stadtwaldes. Im Herbst 2021 wurden dort im Rahmen einer Aufforstungsaktion 25.000 junge Bäume eingesetzt. Heute erinnert neben dem erhaltenen Straßennamen noch die im ehemaligen Kasernenkomplex beheimatete Schule am Bürgergarten an den Park.

## Objekte im ehemaligen Bürgergarten
Alsenwasser und Insel Alsen ⊙
Das Alsenwasser war in gewisser Weise der Parkteich des Bürgergartens. Es handelt sich um einen Altarm der Mulde, der 1869 nach den beiden Durchstichen im Zuge des Eisenbahnbaus entstand. Das seither in Verlandung befindliche Gewässer hatte eine ursprüngliche Fläche von sechs Hektar mit einer maximalen Ausdehnung von rund 500 Metern in Ost-West-Richtung und 400 Metern in Nord-Süd-Richtung. Die Wassertiefe betrug ein bis zwei Meter. Aktuell misst das Alsenwasser in den größten Ausdehnungen rund 250 mal 130 Meter, die Wasseroberfläche ist bis 2020 auf etwa 3,5 Hektar zusammengeschrumpft. Der Sportfischerverein Eilenburg als Pächter beklagt den seit Jahren sinkenden Wasserstand und erwartet ein „Kippen“ des Gewässers und damit das Ende der Fischpopulation. Legt man die durchschnittliche Verlandungszeit der umgebenden Altwasser zugrunde, ist mit der vollständigen Verlandung des Alsenwassers bis 2040 zu rechnen.

Ansichten 2023
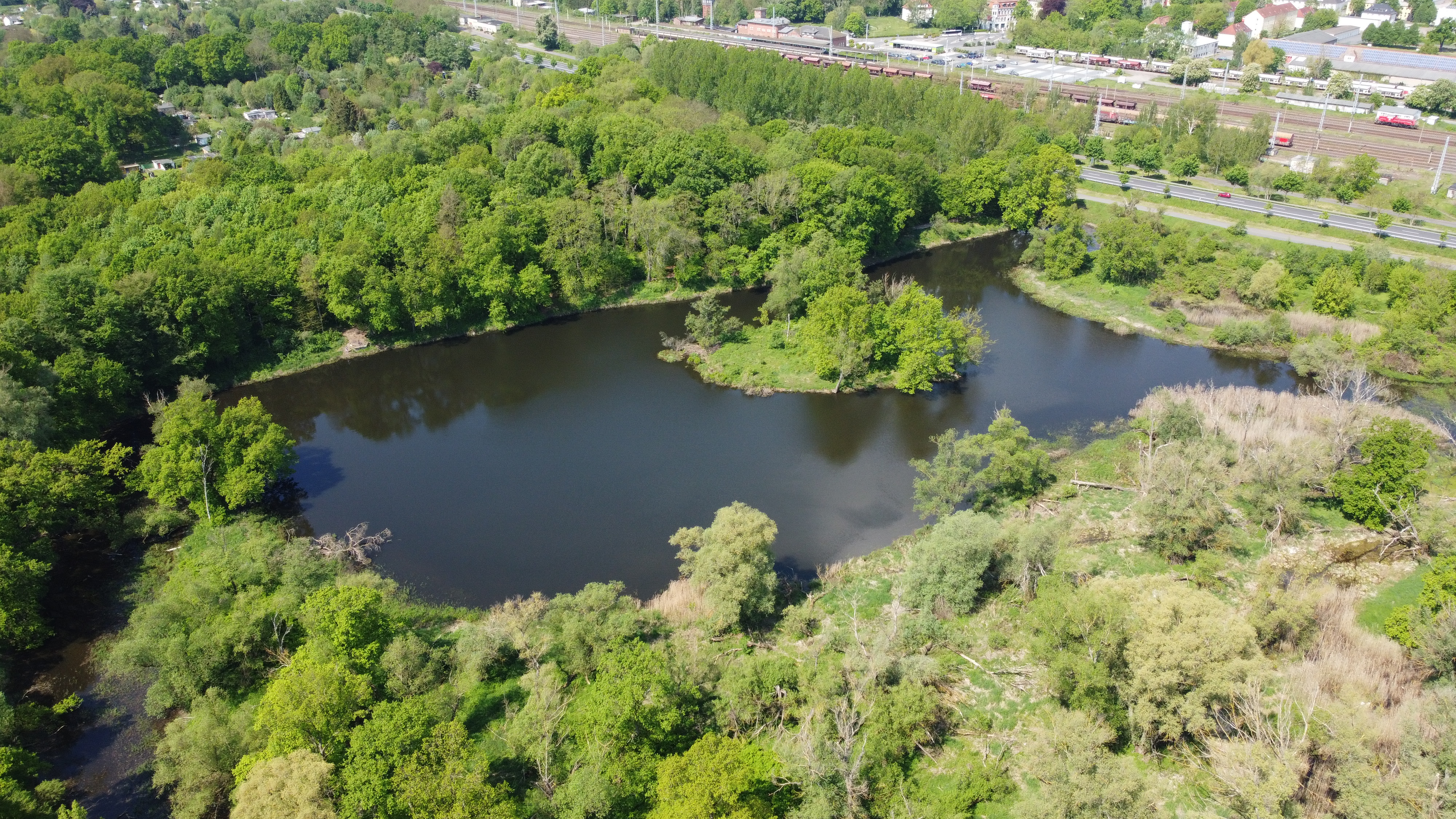
Luftbild des Bürgergartens mit dem Alsenwasser; im Hintergrund der Bahnhof Eilenburg
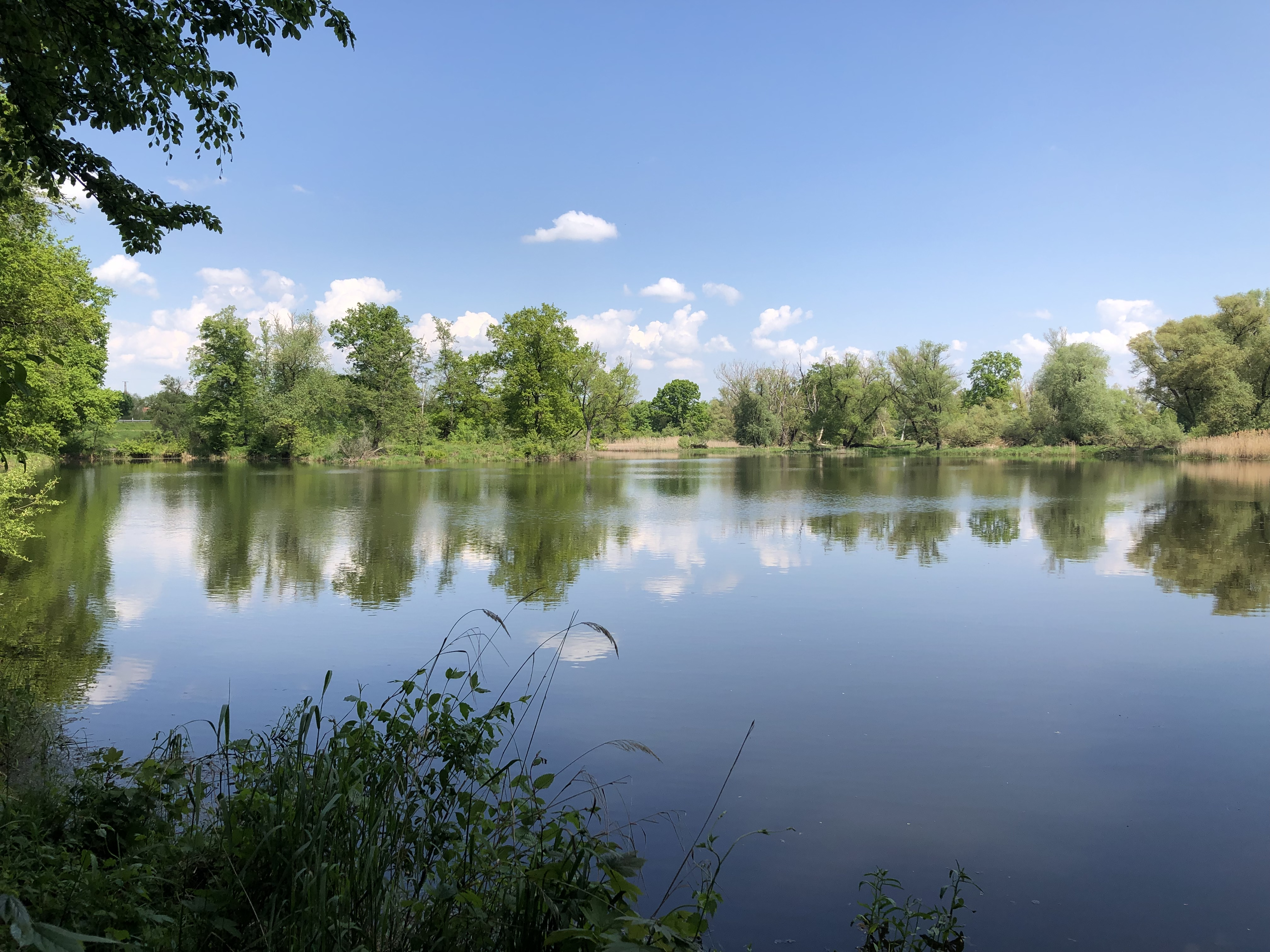
Das Alsenwasser vom westlichen Ufer
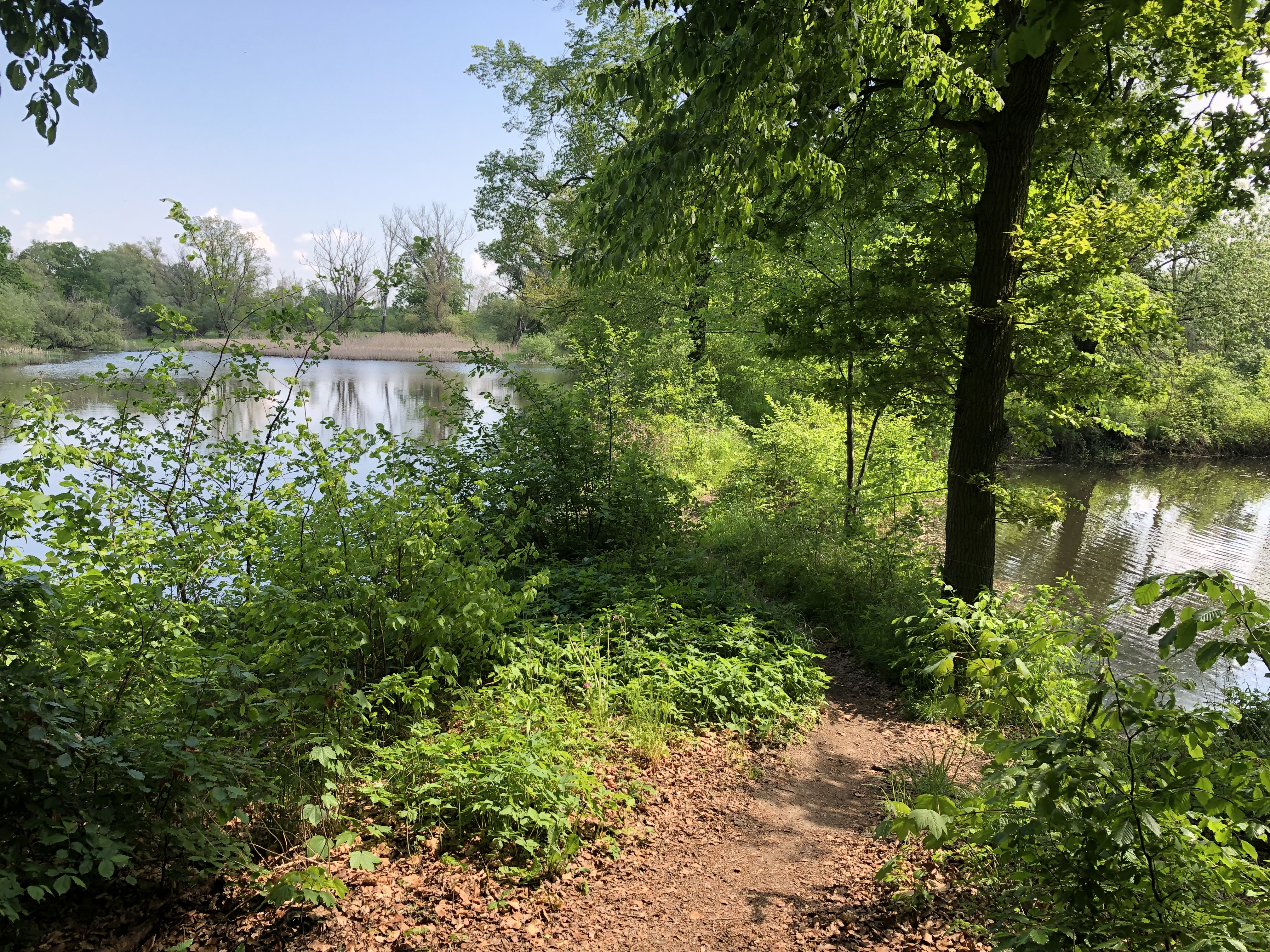
Damm zur Insel Alsen
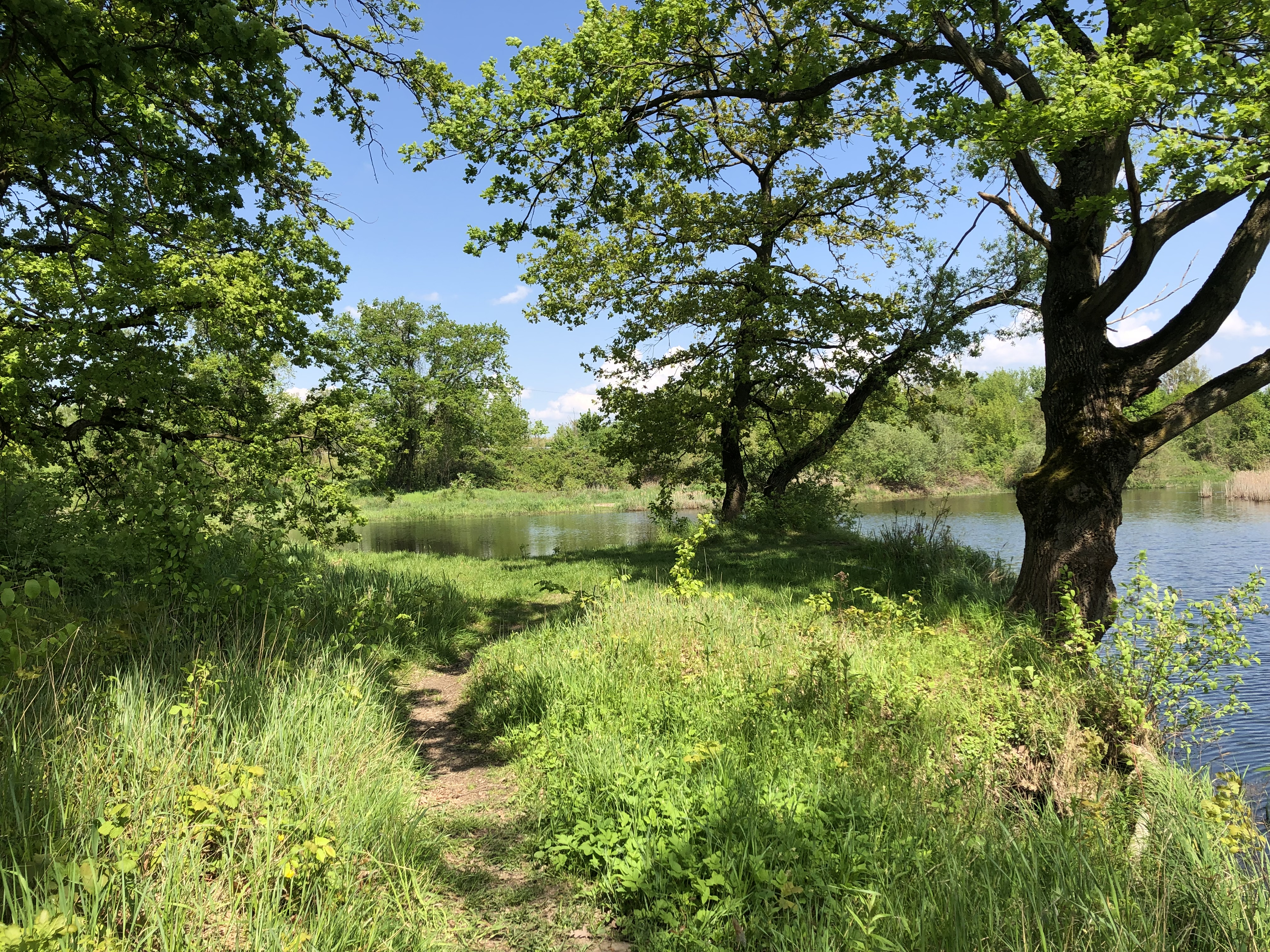
Auf der Insel Alsen

Innerhalb des Alsenwassers liegt eine kleine Insel, die sog. Insel Alsen. Das Stück Land war ursprünglich eine Landzunge, die von Norden her in den Flusslauf der Mulde hineinragte. Das Hochwasser 1865 schuf einen Durchbruch auf etwa 60 Metern Länge und trennte dieses Land vom nördlichen Flussufer. Die entstandene Flussinsel hatte nur für kurze Zeit Bestand. Nachdem die Mulde 1869 verlegt worden war, entstand bis spätestens 1881 ein Zugang zur Insel mittels eines aufgeschütteten Damms von Westen her. Die sich natürlich verändernden Geländegegebenheiten boten Anlass für verschiedene Grenzstreitigkeiten der dortigen Grundstücksbesitzer, die 1881 mit der endgültigen Festlegung der Gemarkungsgrenzen beigelegt wurden.
Die Benennung der Insel und des Altwassers erfolgte in Erinnerung an die Eroberung der dänischen Insel Alsen im Deutsch-Dänischen Krieg 1864. Der Zeitpunkt der Namensgebung ist unbekannt, steht wohl aber im zeitlichen Zusammenhang mit der Reichsgründung 1871.
Ehemaliges Stadtbad ⊙

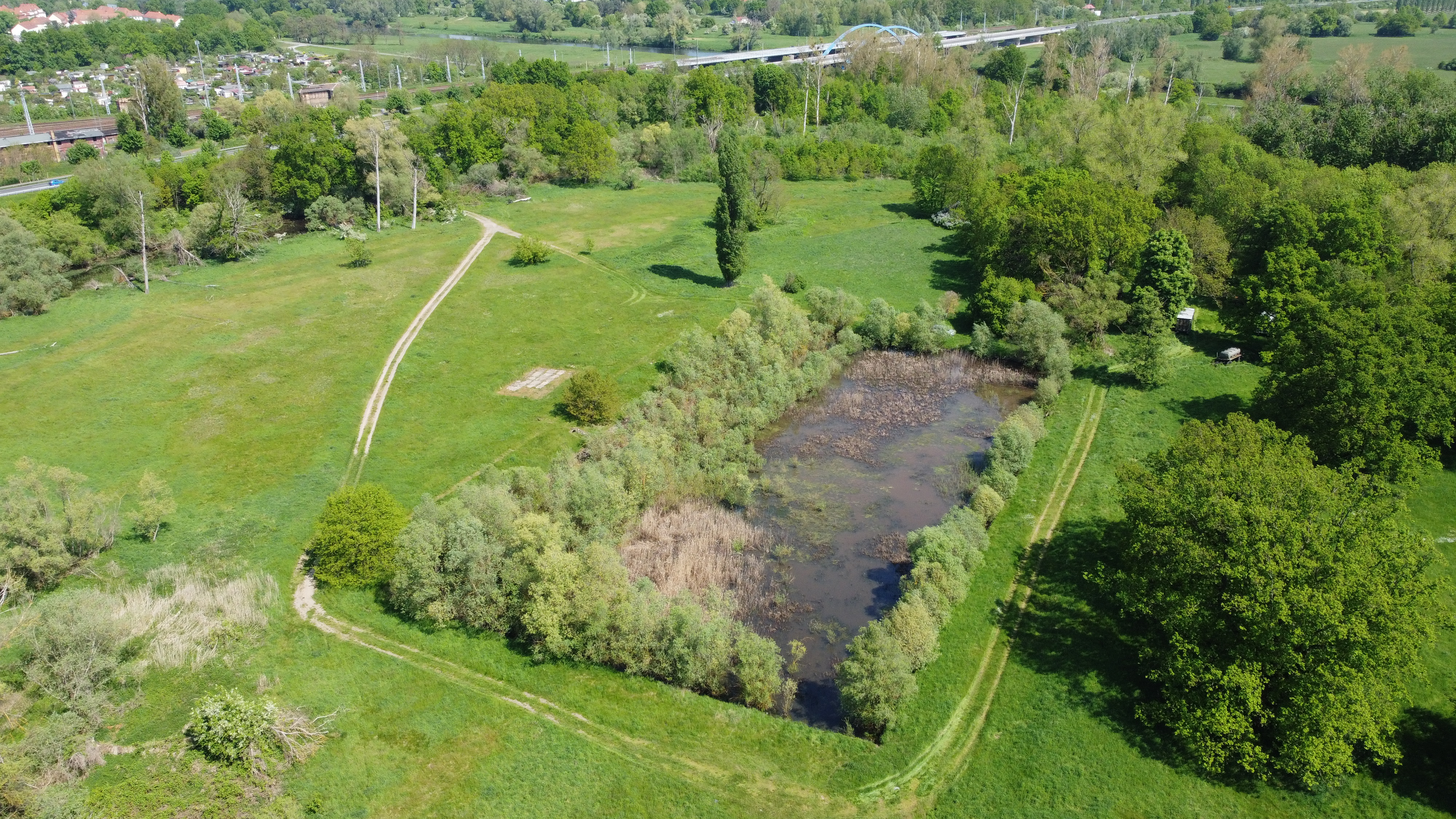
Luftbild des ehemaligen Stadtbades (2023)

Pläne zur Schaffung eines Freibades in Eilenburg hatten schon Jahrzehnte bestanden. Als die Stadt 1934 mit dem Einzug der Wehrmacht wieder Garnison wurde, verlangte neben der Bürgerschaft nun auch das Militär nach einem Freibad. Noch im selben Jahr wurde im Bürgergarten das neue Stadtbad unter Mitwirkung des Arbeitsdienstes errichtet. Das angelegte Bassin hatte eine Größe von 50 mal 100 Metern. Es war unterteilt in einen Schwimmer-, einen Nichtschwimmer- sowie einen Sprungbereich. Außerdem waren die Badebereiche zunächst nach Geschlechtern getrennt. Der Sprungturm bestand aus zwei 1-Meter-Sprungbrettern und einem 3-Meter-Sprungbrett. Das Wasser war bis zu zwei Meter tief. Der Aushub wurde zu einem Wall aufgeschüttet, der als Liegewiese diente. Zum Bad gehörten Umkleideräume, ein Raum für den Bademeister sowie ein hölzerner Musikpavillon.
Für die Frischwasserzufuhr wurde ein Graben angelegt, der dem Mühlgraben entsprang und in die Mulde abgeleitet wurde. Der Zulauf war mit einem Rechen versehen, um Treibgut zurückzuhalten. Der Ablauf erhielt einen Schieber, mit dem das Wasser gestaut und abgelassen werden konnte. Da das Stadtbad im Hochwassergebiet gebaut wurde, war es vielfach von Überschwemmungen betroffen, so 1937, 1942, 1946, 1954 und 1958. Eine Erneuerung im Rahmen des Nationalen Aufbauwerks erfolgte 1959. Der spärlicher werdende Zufluss aus dem Mühlgraben führte zu einer abnehmenden Wasserqualität. Daraufhin wurde 1961 ein Brunnen gebohrt, der fortan das Bad speiste. Nachdem in den 1970er-Jahren die Kiesgrube für den öffentlichen Badebetrieb freigegeben wurde, nahm die Bedeutung des Stadtbades ab. Anfang der 1990er-Jahre wurde sein Betrieb eingestellt. Danach war bis zum schweren Muldehochwasser 2002 auf dem Gelände noch das Eilenburger Tierheim untergebracht. Das alte Schwimmbecken ist heute (2023) noch vorhanden und wird zunehmend von der Vegetation eingenommen.
Windhundrennbahn ⊙

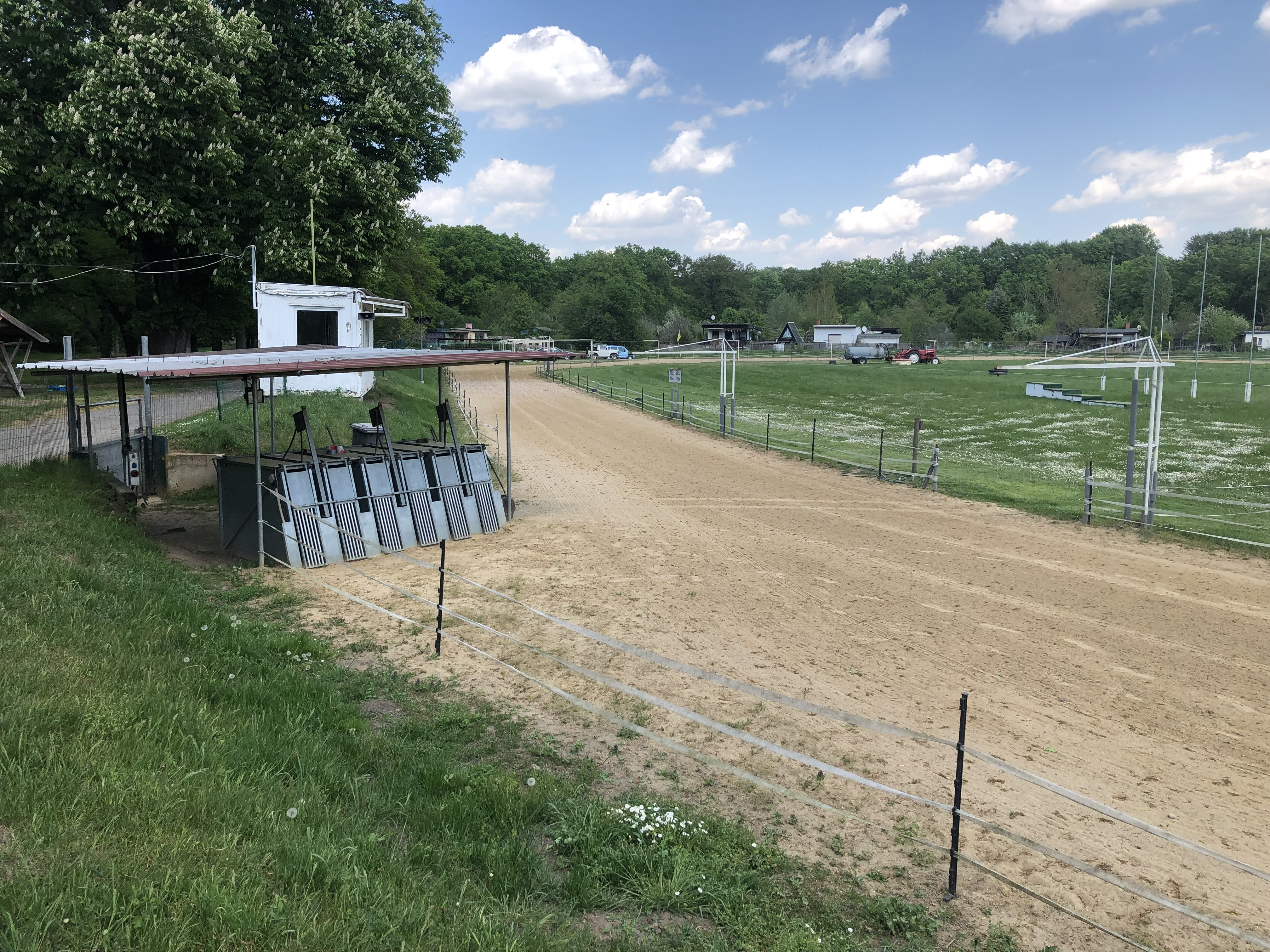
Windhundrennbahn (2022)

Der Windhund-Club Eilenburg stammte ursprünglich aus Leipzig und wurde dort 1930 gegründet. Er verfügte zunächst nur über eine mobile Rennbahn, die für jeden Wettkampf auf- und wieder abgebaut werden musste. 1980 bot sich dem Verein die Möglichkeit, auf dem ehemaligen Arbeitersportplatz im Bürgergarten eine neue Windhundrennbahn anzulegen. Der Verein verfügte fortan über die erste stationäre Windhundrennbahn überhaupt in der DDR. Auf ihr wurden DDR-Meisterschaften und Siegerrennen der sozialistischen Staaten ausgetragen. 2003 wurde die vorhandene Aschenbahn in eine Sandbahn umgebaut. Die Wettkampfbahn hat eine Länge von 450 Metern und verfügt über zwei Startkästen für unterschiedliche Laufdistanzen. Die überhöhten Kurven haben einen Radius von 43 bzw. 47 Metern. Die Breite der Laufbahn beträgt sechs Meter in den Geraden und acht Meter in den Kurven. Das Coursing mittels eines Hasenzugs erfolgt über eine umlaufende Galgenanlage.
Die Eilenburger Windhundrennbahn ist Austragungsort der Windhund-Champions-League und weiterer Rennveranstaltungen. Die Vereinshunde konnten bereits Bundes- und Weltmeistertitel erlangen.
Teufelswinkel ⊙
Der Teufelswinkel ist ein ehemaliger Werder östlich des eigentlichen Bürgergartens. Der Werder lag zu beiden Seiten des heutigen Flusslaufs der Mulde, der 1869 hergestellt wurde. Das Gelände mit einer West-Ost-Ausdehnung von rund 1000 Metern und einer Nord-Süd-Ausdehnung von maximal 400 Metern hatte einen nur 20 Meter breiten Zugang von Westen am Hals des Mäanders. Die Stadt als Eigentümerin der Flächen hatte über Jahrhunderte einigen Aufwand betrieben, das Ufer an dieser Engstelle zu schützen, um einen Durchbruch zu verhindern. Dies hätte eine aufwendige neue Zuwegung zum Areal notwendig gemacht. Die Flächen waren mit Wiesen und kleinen Wäldern bewachsen und dienten als Viehweide bzw. der Gewinnung von Bauholz. Die vorhandenen Kiesheger wurden mit Weiden bepflanzt, deren Triebe an die Eilenburger Korbmacher verkauft wurden. Im Rahmen einer Arbeitsbeschaffungsmaßnahme schufen Arbeitslose um 1930 das heutige Wegenetz und es erfolgte die Bewaldung. Damit erhielt auch der Teufelswinkel eine parkähnliche Gestaltung.
Der Name Teufelswinkel geht auf eine Begebenheit zurück, für die das kleine Wäldchen der Schauplatz gewesen sein soll. Der Sage nach soll ein entlaufener Rhesusaffe von „schreckhaften Frauen [...] während der Heuernte“ bzw. von „Holzsammlern“ für den Teufel gehalten worden sein. Es soll sich dabei um den Affen eines Tierbändigers gehandelt haben, der sich zu der Zeit in Leipzig aufgehalten hatte. Das Tier wurde von der Bevölkerung auf einen Baum getrieben, wo es verharrte, bis Mitarbeiter des Tierbändigers es schließlich einfingen. Eine Grundlage für diese Überlieferung könnte eine Textpassage in der Eilenburgischen Chronica (1696) von Jeremias Simon sein, die über einen Affen Auskunft gibt, der auf dem Leipziger Markt ausgestellt worden sein soll und wegen seines Verhaltens („wundersame Händel/Sprünge und Geberden“) als Monstrum bezeichnet wurde.

## Flora und Fauna
Der Bürgergarten ist heute ein Mischwald. Den Baumbestand dominieren Eichen, Buchen und Birken. Infolge anhaltender Trockenheit traten bis zum Jahr 2021 starke Verluste an den Nadelholzbeständen aus Fichten, Lärchen und Kiefern ein. Die Anfälligkeit für Insektenbefall führte zu einer raschen Vermehrung von Baumschädlingen wie dem Borkenkäfer. Im Herbst 2021 organisierte daher die Schutzgemeinschaft Deutscher Wald ein Wiederbewaldungsprojekt, in dessen Rahmen 25.000 Setzlinge eingebracht wurden.
In den als Angelgewässer genutzten Altwassern leben Aale, Hechte, Barsche, Schuppenkarpfen, Spiegelkarpfen und Schleien. Die Uferbereiche sind bewachsen mit Schilf, Seerosen und verschiedenen Unterwasserpflanzen.